# 강문수 (탁구 선수)
강문수(1949년 2월 10일 ~ )는 대한민국의 탁구 선수였다. 1974년 이란 테헤란 아시안게임에서 혼합복식(강문수-김순옥) 은메달을 획득했다. 또한 아시아 탁구선수권대회에서 개인전 금메달을 획득했다.

## 학력
- 대구중앙고등학교 졸업

## 서훈
- 2005.3월 체육훈장 청룡장